# トゥーン・コープマイネルス
トゥーン・コープマイネルス（Teun Koopmeiners, 1998年2月28日 - ）は、オランダ・カストリクム出身のプロサッカー選手。オランダ代表。ユヴェントスFC所属。ポジションはミッドフィールダー。
弟のペールもサッカー選手である。

## 経歴

### クラブ
2009年からAZの下部組織で育った。2016年にリザーブチームであるヨングAZへ昇格し、2016-17シーズンにはエールステ・ディヴィジでリーグ優勝を果たした。2017年10月1日、フェイエノールトとの試合でトップチームデビュー。
2019-20シーズンから、チームのキャプテンを務めた。
2021年8月30日、イタリアのアタランタへ完全移籍。同年9月11日、セリエAのフィオレンティーナ戦にて、マッテオ・ペッシーナとの途中交代でデビューした。
2022年9月1日、トリノとのリーグ戦でキャリア初となるハットトリックを達成し、3-1での勝利に貢献した。
2024年8月27日、ユヴェントスへの移籍が決定。契約は2029年6月30日までの5年間。移籍金は付随費用含めて5,470万ユーロに加えて、出来高で最大600万ユーロのボーナスが支払われる。背番号はアントニオ・コンテやクラウディオ・マルキジオらが着用した8番。

### 代表
2015年からオランダの世代別代表に招集され始め、2017年にはUEFA U-19欧州選手権に出場し、ベスト4進出を経験した。
2020年8月19日、ドワイト・ローデヴェーヘス暫定監督によって、UEFAネーションズリーグに臨むオランダ代表に初招集された。しかし、この遠征での出場機会は訪れず、10月7日のメキシコとの親善試合で代表初キャップを刻んだ。
2022年10月21日、カタールW杯に向けた予備登録メンバーの1人に選ばれた。

## プレースタイル
本職はMFのアンカーであるが、中盤ならどこの位置でもプレーでき、時折センターバックとしても試合に出場する。また、リーダーシップに富んだ選手であり、AZでは、21歳にしてチームのキャプテンを務めた。

## 個人成績

### クラブ
| 国内大会個人成績 | 国内大会個人成績 | 国内大会個人成績 | 国内大会個人成績 | 国内大会個人成績 | 国内大会個人成績 | 国内大会個人成績 | 国内大会個人成績 | 国内大会個人成績 | 国内大会個人成績 | 国内大会個人成績 | 国内大会個人成績 |
| 年度             | クラブ           | 背番号           | リーグ           | リーグ戦         | リーグ戦         | リーグ杯         | リーグ杯         | オープン杯       | オープン杯       | 期間通算         | 期間通算         |
| 年度             | クラブ           | 背番号           | リーグ           | 出場             | 得点             | 出場             | 得点             | 出場             | 得点             | 出場             | 得点             |
| オランダ         | オランダ         | オランダ         | オランダ         | リーグ戦         | リーグ戦         | リーグ杯         | リーグ杯         | KNVBカップ       | KNVBカップ       | 期間通算         | 期間通算         |
| ---------------- | ---------------- | ---------------- | ---------------- | ---------------- | ---------------- | ---------------- | ---------------- | ---------------- | ---------------- | ---------------- | ---------------- |
| 2017-18          | AZ               | 14               | エールディヴィジ | 26               | 1                | -                | -                | 5                | 0                | 31               | 1                |
| 2018-19          | AZ               | 8                | エールディヴィジ | 32               | 8                | -                | -                | 4                | 0                | 36               | 8                |
| 2019-20          | AZ               | 8                | エールディヴィジ | 25               | 11               | -                | -                | 3                | 1                | 28               | 12               |
| 2020-21          | AZ               | 8                | エールディヴィジ | 31               | 15               | -                | -                | 1                | 0                | 32               | 16               |
| 2021-22          | AZ               | 8                | エールディヴィジ | 2                | 0                | -                | -                | -                | -                | 2                | 0                |
| イタリア         | イタリア         | イタリア         | イタリア         | リーグ戦         | リーグ戦         | イタリア杯       | イタリア杯       | オープン杯       | オープン杯       | 期間通算         | 期間通算         |
| 2021-22          | アタランタ       | 7                | セリエA          | 30               | 4                | 2                | 0                | -                | -                | 32               | 4                |
| 2022-23          | アタランタ       | 7                | セリエA          | 33               | 10               | 2                | 0                | -                | -                | 35               | 10               |
| 2023-24          | アタランタ       | 7                | セリエA          | 34               | 12               | 5                | 3                | -                | -                | 39               | 15               |
| 2024-25          | ユヴェントス     | 8                | セリエA          | 28               | 3                | 2                | 1                | -                | -                | 30               | 4                |
| 通算             | オランダ         | オランダ         | エールディヴィジ | 116              | 35               | -                | -                | 13               | 1                | 129              | 36               |
| 通算             | イタリア         | イタリア         | セリエA          | 128              | 29               | 11               | 4                | -                | -                | 139              | 33               |
| 総通算           | 総通算           | 総通算           | 総通算           | 244              | 64               | 11               | 4                | 13               | 1                | 268              | 69               |

### 代表
| オランダ代表 | 国際Aマッチ | 国際Aマッチ |
| 年           | 出場        | 得点        |
| ------------ | ----------- | ----------- |
| 2020         | 1           | 0           |
| 2021         | 2           | 0           |
| 2022         | 12          | 1           |
| 2023         | 5           | 1           |
| 2024         | 3           | 1           |
| 2025         | 2           | 0           |
| 通算         | 25          | 3           |